# 1839 w muzyce
Wydarzenia muzyczne w 1839 roku.

## Wydarzenia
- 9 stycznia – w Kassel odbyła się premiera uwertury „Der Matrose” Louisa Spohra[1][2]
- 10 stycznia – w paryskiej Salle Érard miała miejsce premiera kantaty „Notre-Dame des orages” Césara Francka[1][2]
- 16 stycznia – w Katedrze Świętego Jakuba w Rydze miała miejsce premiera „Gesang am Grabe Julies von Holtei” WWV 51 Richarda Wagnera[1][2]
- 17 stycznia – w paryskiej Salle de la Bourse miała miejsce premiera opery Régine ou Les deux nuits Adolphe’a Adama[1][2]
- 28 stycznia – w Operze paryskiej odbyła się premiera baletu La gipsy Ambroise Thomasa[1][2]
- 16 lutego – w Lipsku odbyła się premiera „Kwartetu skrzypcowego No.3” op.44/1 Felixa Mendelssohna[1][2]
- 21 lutego – w Lipsku odbyła się premiera „Psalmu 95” (Kommt, laßt uns anbeten) op.46 Felixa Mendelssohna[1][2]
- 2 marca – w paryskim Palais-Royal miała miejsce premiera „Pascal et Chambord” Jacques’a Offenbacha[1][2]
- 11 marca – w Lipsku odbyła się premiera uwertury „Ruy Blas” op.95 Felixa Mendelssohna[1][2]
- 21 marca – w Lipsku odbyła się premiera IX symfonii Schuberta D 944 Franza Schuberta[1][2]
- 1 kwietnia – w paryskiej Salle Le Peletier miała miejsce premiera opery Le lac des fées Daniela Aubera[1][2]
- 15 kwietnia – w paryskim Théâtre de la Bourse miała miejsce premiera opery Les treize Fromentala Halévy’ego[1][2]
- 6 maja – w paryskim Théâtre des Nouveautés miała miejsce premiera opery Le panier fleuri Ambroise Thomasa[1][2]
- 16 lipca – w sanktpetersburskim Pałacu Zimowym miała miejsce premiera „Grande valse G-dur” Michaiła Glinki[1][2]
- 2 września – w paryskim Théâtre de la Bourse miała miejsce premiera opery Le shérif Fromentala Halévy’ego[1][2]
- 10 września – w mediolańskiej La Scali miała miejsce premiera opery Gianni di Parigi Gaetana Donizettiego[1][2]
- 19 września – w paryskiej Salle de la Bourse miała miejsce premiera opery La reine d'un jour Adolphe’a Adama[1][2]
- 20 września – w Lipsku w Stadttheater miała miejsce premiera opery Caramo, oder Das Fischerstechen Alberta Lortzinga[1][2]
- 16 października – w Nowym Jorku ma miejsce pierwsze udokumentowane publiczne wykonanie muzyki Fryderyka Chopina w Ameryce Północnej. Niemiecki emigrant Ludwig Rakemann odgrywa nokturn i dwa mazurki w swoim debiucie[1][2]
- 30 października – w Lipsku odbyła się premiera „Verleih uns Frieden gnädiglich”, WoO 5 Felixa Mendelssohna[1][2]

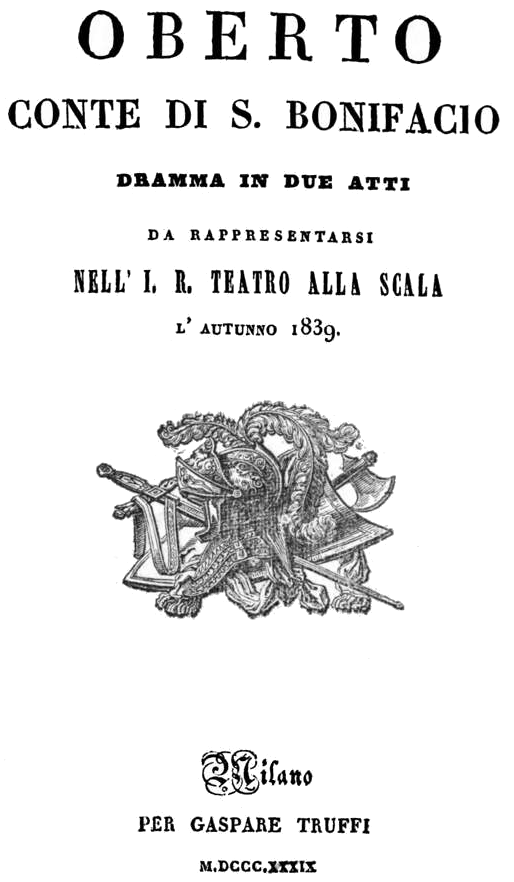
Strona tytułowa libretta opery Oberto, Conte di San Bonifacio Giuseppe Verdiego

- 17 listopada – w mediolańskiej La Scali miała miejsce premiera opery Oberto, Conte di San Bonifacio Giuseppe Verdiego[1][2]
- 24 listopada – w paryskiej Salle du Conservatoire miała miejsce premiera symfonii Roméo et Juliette Hectora Berlioza[1][2]
- 26 listopada – w Trieście w Teatro Grande miała miejsce premiera opery Enrico II (później znanej jako Rosmonda d'Inghilterra) Otto Nilolai’a[1][2]

## Urodzili się
- 9 stycznia – John Knowles Paine, amerykański kompozytor muzyki klasycznej (zm. 1906)
- 14 stycznia – Emil Bohn, niemiecki muzykolog, organista, dyrygent i kompozytor (zm. 1908)
- 18 lutego – Cesare Trombini, włoski dyrygent, skrzypek i pedagog muzyczny (zm. 1898)
- 27 lutego – Józefina Rapacka, polska aktorka i śpiewaczka (zm. 1891)
- 10 marca – Dudley Buck, amerykański kompozytor i organista (zm. 1909)
- 17 marca – Josef Rheinberger, pochodzący z Liechtensteinu kompozytor i organista (zm. 1901)
- 21 marca – Modest Musorgski, rosyjski kompozytor (zm. 1881)
- 12 maja – Gustaw Roguski, polski kompozytor i pedagog muzyczny (zm. 1921)
- 17 lipca – Friedrich Gernsheim, niemiecki kompozytor, dyrygent i pianista (zm. 1916)
- 25 października – Józef Rybacki, polski dyrygent, kompozytor, aktor i przedsiębiorca teatralny (zm. 1898 lub 1910)
- 7 listopada – Hermann Levi, niemiecki dyrygent (zm. 1900)
- 24 sierpnia – Eduard Nápravník, czeski dyrygent i kompozytor (zm. 1916)
- 25 listopada – Stanisław Duniecki, polski kompozytor i dyrygent (zm. 1870)

## Zmarli
- 19 stycznia – Georg Abraham Schneider, niemiecki kompozytor, waltornista i oboista (ur. 1770)
- 16 lutego – Ludwig Berger, niemiecki kompozytor i pianista (ur. 1777)
- 8 marca – Adolphe Nourrit, francuski śpiewak klasyczny (tenor) (ur. 1802)
- 3 maja – Ferdinando Paër, włoski kompozytor oper i oratoriów (ur. 1771)
- 8 czerwca – Aloysia Weber, niemiecka śpiewaczka operowa (sopran) (ur. ok. 1760)
- 10 lipca – Fernando Sor, hiszpański gitarzysta i kompozytor (ur. 1778)
- 21 sierpnia – Heinrich Gerhard Lentz, polski nauczyciel muzyki, kompozytor, pianista i organista (ur. ok. 1764)
- 23 sierpnia – Charles Philippe Lafont, francuski skrzypek i kompozytor (ur. 1781)
- 21 września – Gottfried Weber, niemiecki kompozytor, teoretyk muzyki oraz prawnik (ur. 1779)

## Nagrody
- 30 maja – kantata „Fernand” Charles’a Gounoda zdobywa nagrodę Prix de Rome[1][2]